# Bistum Reval

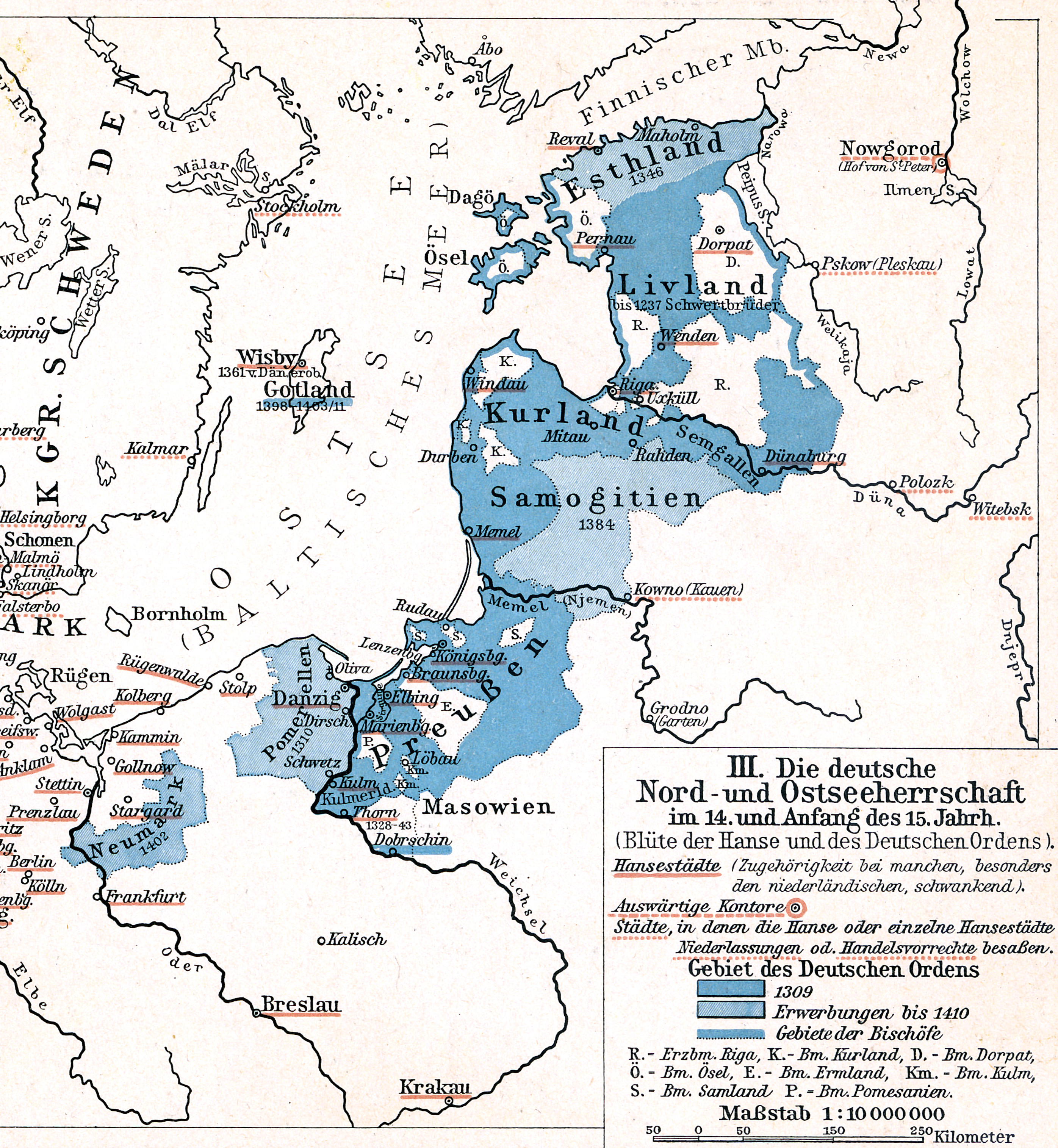
Lage des Bistums im Deutschordensland

Das Bistum Reval wurde 1219 vom dänischen König Waldemar II. in Livland gegründet. Das Bistum war dem Erzbischof von Lund unterstellt und umfasste das nördliche Estland.
Der Bischof von Reval besaß kein weltliches Herrschaftsgebiet, war aber ab 1521 Reichsfürst. 1561 wurde die Reformation eingeführt und das Bistum aufgelöst. In der Zeit der schwedischen Herrschaft wurde das Bistum 1638 als Bistum der Schwedischen Kirche neu errichtet und bestand bis zur russischen Eroberung 1710.